# Universiteitsbibliotheek Innsbruck

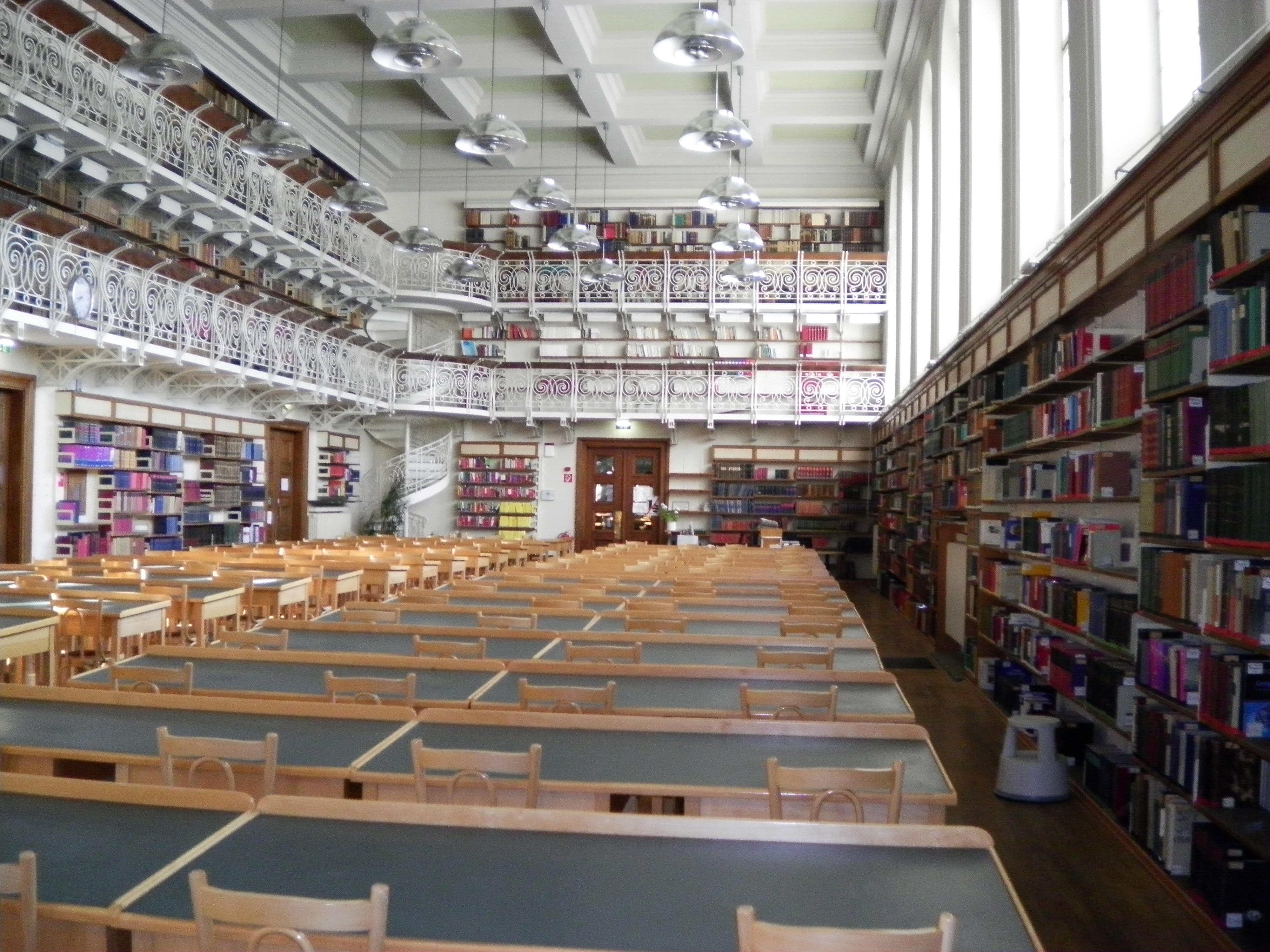
Leeszaal

De Universiteitsbibliotheek Innsbruck (UBI) is de grootste bibliotheek van westelijk Oostenrijk. Voor de deelstaat Tirol kent de bibliotheek een depotplicht. De Universiteitsbibliotheek Innsbruck maakt deel uit van zowel de Leopold-Franzens-Universität als de Medizinische Universität Innsbruck. De UBI bestaat uit de hoofdbibliotheek en de vakbibliotheken voor de bouwkunde, de alfawetenschappen, natuurwetenschappen, sociale- en economische wetenschappen, theologie, geneeskunde en het magazijn Bachlechnerstraße. De UBI is de deelstaatsbibliotheek van Tirol, is openbaar toegankelijk en rekent geen contributie aan haar 87.000 lezers.

## Geschiedenis
Op 22 mei 1745 werd de universiteitsbibliotheek op uitdrukkelijk verzoek van Maria Theresia van Oostenrijk opgericht. Als Bibliotheca publica diende zij destijds niet alleen als onderdeel van de universiteit, maar was het toen reeds een openbare voorziening. De eerste bibliothecaris van de UBI, Anton Roschmann (1694-1760) had jarenlang om de oprichting van de bibliotheek verzocht. De Universiteit van Innsbruck was tot die tijd schaars in boeken voorzien. De feestelijke opening van de bibliotheek vond plaats op 2 juli 1745.
In 1924 verhuisde de bibliotheek van de Universitätsstraße naar de nieuwbouw aan de Innrain, waarin ook thans nog de hoofdbibliotheek gevestigd is, nadat het gebouw tussen 1964 en 1967 is uitgebreid. Met de oprichting van de vakbibliotheek voor de bouwkunde in 1969 begon een proces van decentralisatie.

## Bestand
Het totale bestand van de hoofdbibliotheek en alle vak- en faculteitsbibliotheken omvat 3,2 miljoen boeken, 102 databanken, 7470 papieren en 18.240 elektronische tijdschriften (februari 2006).